# Odontotermes obesus

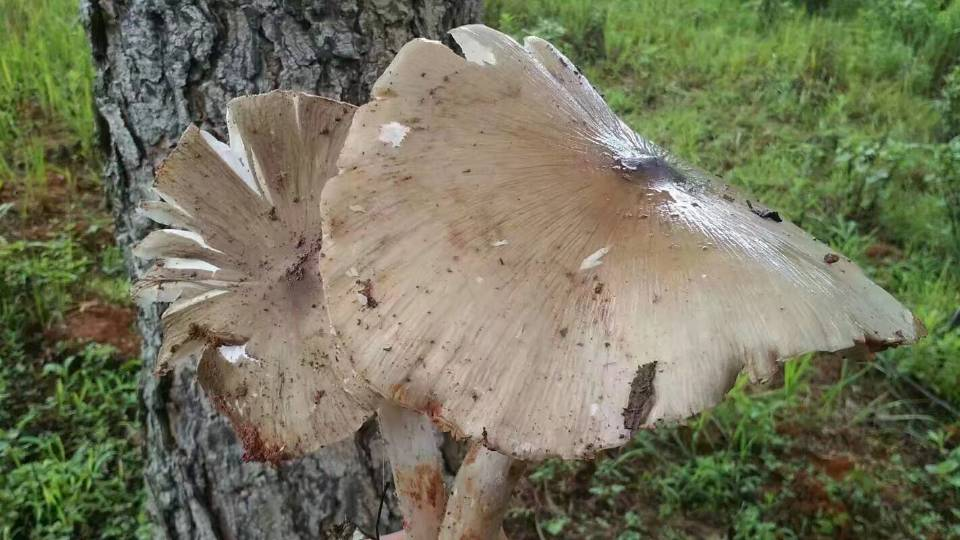
Quả thể của nấm cộng sinh Macrolepiota albuminosa

Odontotermes obesus là một loài mối trong họ Termitidae. Loài này được Rambur mô tả năm 1842. Đây là loài bản địa Tây Nam Á nhiệt đới. Loài mối này nuôi một loại nấm cộng sinh trong một khoang đặc biệt trong tổ. Mối thợ thu thập mảnh vụn rau mà chúng mang về đàn, nhai vật liệu để tạo thành chất nền thích hợp cho cây nấm phát triển.

## Tổ mối
Mối của loài này tạo đàn từ tháng 4 và tháng 5 trở đi, trước và trong mùa mưa. Sau khi bay giao phối, một cặp mối có cánh sẽ tìm kiếm một kẽ hở trên đất hoặc đất tơi xốp để thiết lập tổ của chúng. Cấu trúc ban đầu là một gò đất hình nón, với các tháp pháo hình nón; vườn nấm (đôi khi được gọi là cây lược) nằm ở tâm hình nón với buồng hoàng đằng bên dưới. Các khoang, đường nối và hầm được thêm vào khi tổ mối mở rộng và tổ chủ yếu phát triển lên trên. Loại nấm được loài mối này chăm sóc là Macrolepiota albuminosa, mà chỉ mọc ở tổ loài mối này, và mọc trên cặn phân do mối sinh ra.